# Tongtianlong
Tongtianlong („Drak z Tchung-tchien-jen (angl. Tongtianyan)“) byl rod teropodního oviraptoridního dinosaura, žijícího na území východní Asie (Čína, provincie Ťiang-si) v období pozdní svrchní křídy (geologický stupeň maastricht, asi před 66,7 milionu let).

## Historie

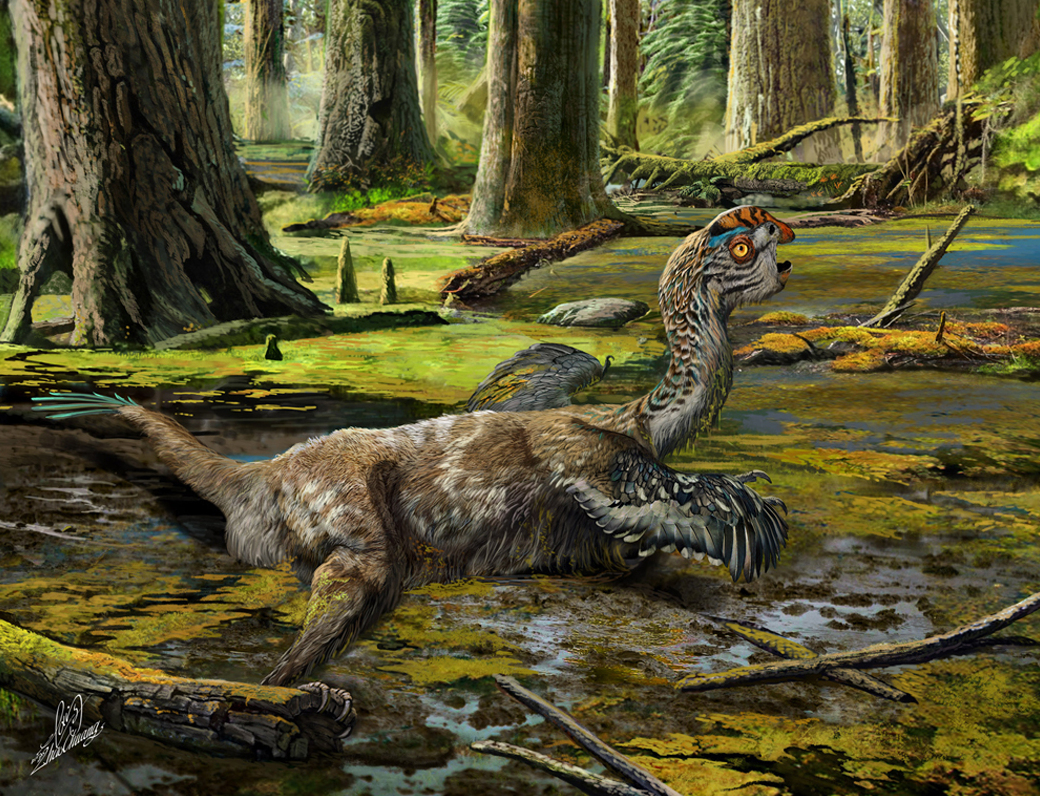
Tongtianlong - rekonstrukce vzezření a pravděpodobné okolnosti smrti typového exempláře.

Fosilie tohoto dinosaura (holotyp nese katalogové označení DYM-2013-8) byly objeveny v sedimentech souvrství Nan-siung (angl. Nanxiong). Fosilní kostra se nacházela v neobvyklé pozici, se zdviženou hlavou a rozepjatými předními končetinami. Typový jedinec tak pravděpodobně zahynul v bahnitém močálu při snaze se osvobodit. Fosilie je velmi dobře zachovaná, a to včetně lebky dlouhé 13 cm.

## Zařazení
Tongtianlong byl zástupcem kladu Oviraptorosauria a čeledi Oviraptoridae, jeho sesterským taxonem byl druh Banji long a Wulatelong gobiensis. Dalšími blízce příbuznými druhy byly například Citipati osmolskae, Rinchenia mongoliensis a Shixinggia oblita.

### Česká literatura
- SOCHA, Vladimír (2021). Dinosauři – rekordy a zajímavosti. Nakladatelství Kazda, str. 14.